# Corpo nazionale volontari ciclisti automobilisti
Il Corpo nazionale di volontari ciclisti ed automobilisti o semplicemente VCA era un corpo volontario, sottoposto alla vigilanza del Ministero della Guerra, costituito per concorrere alla difesa della Patria preparando forze ciclistiche ed automobilistiche
Raccoglieva i civili che possedevano una bicicletta, una motocicletta o un'automobile, ai quali veniva impartita una istruzione militare e che in caso di mobilitazione venivano richiamati in servizio attivo con il proprio mezzo.
Creato nel 1908, fu sciolto nel dicembre 1915.

## Storia

### Origini

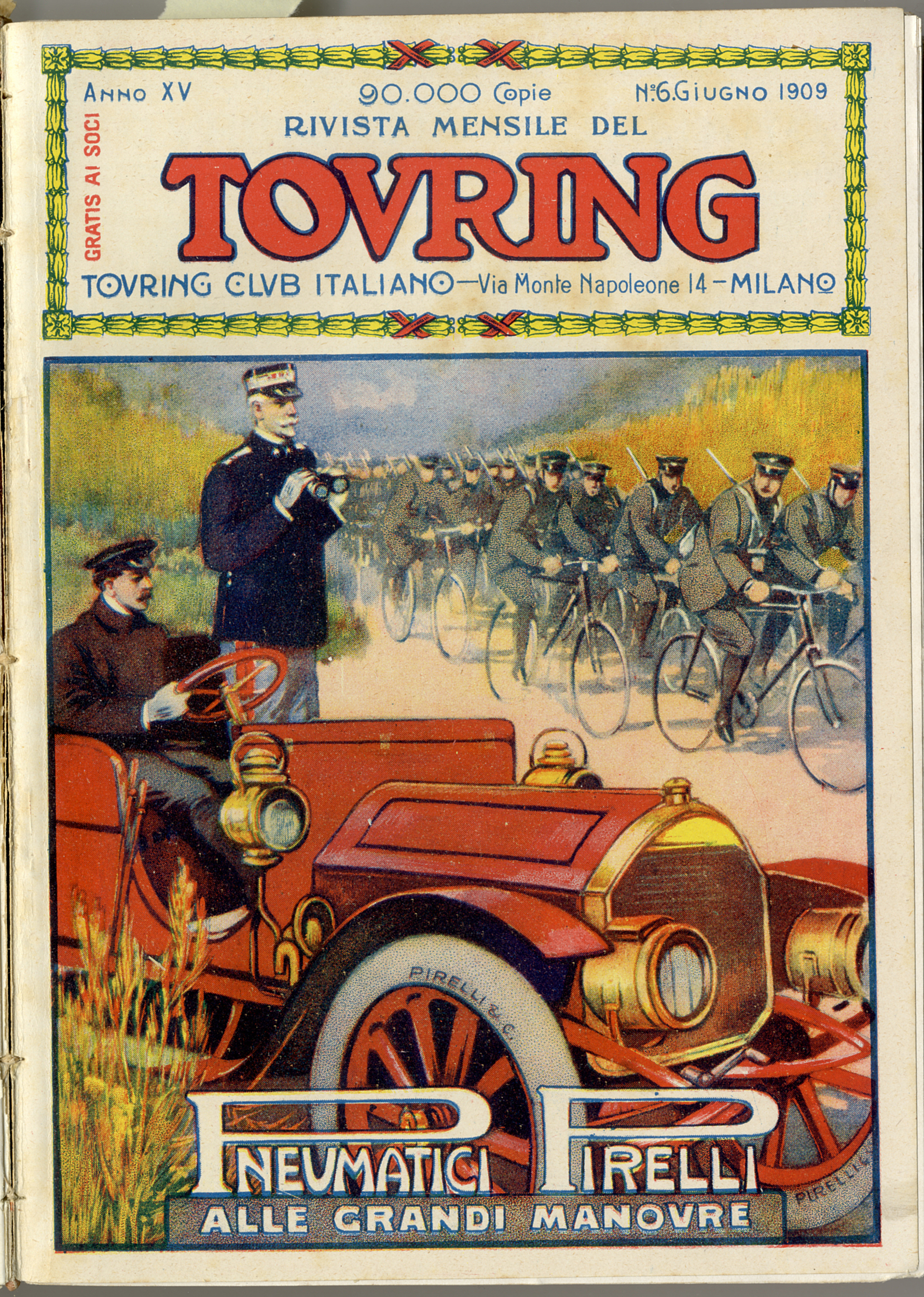
Truppe ciclistiche nella copertina della rivista del Touring Club Italiano, giugno 1909

Agli albori della motorizzazione del Regio Esercito, il Touring Club Italiano, il club ciclistico Audax Italiano, l'Automobile Club Italiano, insieme alla Società per il tiro a segno nazionale, proposero alle autorità militari la creazione di un corpo volontario ad alta mobilità. 

### Organizzazione
Nel 1908 la legge n. 49 del 16 febbraio riconobbe ufficialmente il Corpo. In tempo di pace i reparti avrebbero curato l'addestramento dei volontari analogamente alle unità del Regio Esercito, prendendo parte anche ad esercitazioni, manovre annuali, parate ed alle riviste. Inoltre avrebbero dovuto fornire il loro contributo in caso di calamità naturale. Il Regio Esercito avrebbe fornito i poligono di addestramento, il personale direttivo (ufficiali in particolare dei bersaglieri), armi e materiali, ad esclusione delle biciclette e delle automobili chi invece sarebbero state quelle di proprietà dei volontari.
La legge stabiliva gradi e fregi comuni per tutti i comitati creati sul territorio nazionale. L'uniforme degli ufficiali era quella d'ordinanza dell'esercito, mentre per la truppa era libera ma uguale a livello di comitato e sottocomitato. In caso di mobilitazione il Corpo doveva rispondere alla chiamata dell'autorità militare. I volontari di almeno 18 anni di età assumevano arruolamento volontario, ricevendo le stellette militari che ne attestavano lo status di militari, sottoposti alle leggi ed ai regolamenti di guerra del Regio Esercito.
I comitati delle zone di reclutamento alpino erano autorizzati ad indossare il copricapo di specialità. Potevano arruolarsi ufficiali in congedo, ufficiali medici, ragazzi in età pre-militare (da 16 anni di età) e uomini con vincoli di servizio militare; tra questi ultimi però, quelli iscritti secondo l'Ordinamento Ricotti nella 1ª e nella 2ª categoria in caso di mobilitazione dovevano rispondere alla chiamata della loro classe di leva per essere riassegnati ai rispettivi corpi e reparti; gli iscritti alla 3ª categoria rimanevano al corpo anche in stato di guerra.
L'organizzazione del corpo venne affidata al maggiore della riserva Michele Pericle Negrotto. L'addestramento dei primi volontari veniva effettuato la domenica mattina presso il 7º Reggimento bersaglieri di Milano ed il 12º Reggimento bersaglieri di Brescia, quest'ultimo al comando del colonnello Eugenio De Rossi, poi anche nelle caserme di altre città del centro-nord, come La Spezia e Terni.
Nell'organizzazione confluirono ex garibaldini, soci del tiro a segno, alpinisti, universitari interventisti, irredentisti trentini. Nel gennaio 1915 il corpo fu impegnato nel soccorso alle popolazioni abruzzesi colpite dal terribile terremoto della Marsica.

### Mobilitazione
Già da febbraio 1915 il volontari del corpo sfilano a più volte a Milano nelle manifestazioni interventiste. Nell'euforia delle «radiose giornate di maggio» si arruolarono nel corpo i principali esponenti del movimento futurista.
Il 15 aprile del 1915, in vista dell'entrata nella prima guerra mondiale dell'Italia a fianco della Triplice intesa, i vari reparti del Corpo vennero valutati da una commissione militare, che ne doveva stabilire la possibilità di impiego operativo. A questo primo esame vennero dichiarati pronti al combattimento il 1º Battaglione fucilieri volontari spezzino ed il Battaglione lombardo, quest'ultimo con una forza di 22 ufficiali, 2 ufficiali medici, 500 biciclette, 20 motociclette e 4 camion.
All'entrata in guerra dell'Italia, gli uomini in età di leva vennero richiamati dal Regio Esercito. Tuttavia nuovi volontari affluirono nei VCA. 

Nel Battaglione lombardo, al comando del capitano Carlo Monticelli, si arruolarono in particolare come volontari i principali esponenti futuristi: Achille Funi, Anselmo Bucci, Umberto Boccioni, Filippo Tommaso Marinetti, Luigi Russolo, Mario Sironi, Antonio Sant'Elia, Carlo Erba, Ardito Desio e Ugo Piatti. Il battaglione venne mobilitato ed inviato a Gallarate per un periodo di addestramento.

### Impiego operativo
Nel luglio del 1915 il Battaglione lombardo VCA venne trasferito in zona di guerra, sulla sponda orientale del lago di Garda, tra Peschiera e Malcesine. Nella seconda metà di ottobre il Cadorna scatenò la terza battaglia dell'Isonzo. Il Battaglione lombardo si spostò nella zona del Monte Baldo ed il 23 ottobre prese parte alla battaglia di Dosso Casina, che portò alla conquista di un'importante posizione presso il Monte Altissimo. Quella che in realtà era stata una scaramuccia rispetto a quanto avveniva sull'Isonzo venne comunque celebrata euforicamente dai futuristi: lo stesso Marinetti dedicò immediatamente all'azione due componimenti, Con Boccioni a Dosso Casina e I ghiri, ed una poesia, Battaglia a 9 piani. Nelle settimane successive piccoli nuclei dei VCA vennero aggregati alle unità di fanteria, alpini e bersaglieri dell'8º Reggimento bersaglieri, di stanza lungo la Gardesana ed allo sbocco della Val Lagarina.
Il 1 dicembre 1915 il Corpo venne sciolto, il personale congedato e richiamato nel Regio Esercito, secondo le rispettive classi di leva. Tra i volontari del VCA, sia durante la sua attività che dopo lo scioglimento, si ebbero 72 morti e 206 feriti, tra i quali Umberto Boccioni, Antonio Sant'Elia e Carlo Erba.

## Organigramma
Il Corpo si componeva di reparti ciclisti a reclutamento e sede territoriali e di una sezione automobilistica a reclutamento nazionale. Gli organi direttivi del Corpo previsti dallo statuto erano:
- Comitato centrale nazionale - con sede a Roma, faceva capo al Ministero della Guerra.
- Sottocomitato nazionale di Roma - si appoggiava alla direzione nazionale dell'Audax italiano.
- Sottocomitato nazionale di Milano - si appoggiava alla direzione nazionale del Touring Club Italiano.
- Sottocomitato nazionale automobilistico -  si appoggiava all'Automobile Club Italiano.
- Comitati provinciali e locali in numero variabile.

## Corrispondenza tra gradi
Il Decreto Luogotenenziale n. 1037 del 13 giugno 1915 stabiliva l'equiparazione dei gradi dei VCA con quelli del Regio Esercito.
| Regio Esercito | Volontari ciclisti | Volontari automobilisti           |
| -------------- | ------------------ | --------------------------------- |
| capitano       | capobattaglione    | -                                 |
| tenente        | capocompagnia      | -                                 |
| sottotenente   | capoplotone        | volontario automobilista          |
| sergente       | sottocapoplotone   | meccanico automobilista patentato |
| caporale       | caposquadra        | -                                 |
| soldato        | volontario         | meccanico automobilista           |